# Astroturfing
Astroturfing, kładzenie sztucznej trawy – określenie służące do nazwania pozornie oddolnych obywatelskich akcji lub inicjatyw podejmowanych w celu wyrażenia poparcia albo sprzeciwu dla idei, polityki, usługi, produktu, wydarzenia. Kampania tego typu ma sprawiać wrażenie niezależnej reakcji społecznej, podczas gdy rzeczywista tożsamość jej inicjatora i jego intencje pozostają ukryte.

## Charakterystyka
Termin ten wywodzi się od nazwy AstroTurf – marki sztucznej trawy popularnej w Stanach Zjednoczonych. Jest grą słów wobec grassroots (movement), tłumaczonego na polski jako oddolna demokracja i używanego na określenie obywatelskich inicjatyw społecznych (próbowano tłumaczyć astroturfing jako „sianie sztucznej trawy”).
Działania nazywane astroturfingiem polegają zwykle na udawaniu przez niewielką grupę ludzi rzeszy aktywistów lub konsumentów. Zdarzały się zarówno przypadki prowadzenia ich przez pojedyncze osoby, jak i całe zorganizowane grupy specjalistów, za którymi stało potężne zaplecze finansowe korporacji albo organizacji pozarządowej. Celem astroturfingu jest wywołanie określonego wrażenia, na przykład szerokiego poparcia dla danego polityka i jego programu albo dużego zainteresowania pewnym produktem. Zamiarem może być również zyskanie poparcia społecznego dla danej inicjatywy albo, przeciwnie, zdyskredytowanie jakiejś idei.
Gdy Internet nie był jeszcze powszechnie dostępny, działania tego typu sprowadzały się do wysyłania dziesiątków listów do redakcji, organizowania pikiet, inspirowania publikacji. W dobie Internetu astroturfing stał się łatwiejszy i tańszy. Obecnie, gdy każdy może stworzyć przekonująco wyglądającą stronę, blog lub podcast, astroturferom bardzo łatwo stworzyć wrażenie prawdziwej organizacji o szczerych intencjach, równocześnie ukrywając swój prawdziwy cel, a zwykle też tożsamość.
Astroturfing budzi kontrowersje. Uznawany jest za nieetyczny, gdyż poprzez sztucznie napędzany rozgłos pozwala astroturferom stworzyć wrażenie, że w sprawę angażuje się duża część społeczeństwa. Jest kuszącą metodą dla pragnących uzyskać szybkie efekty specjalistów od public relations i marketingu. W wielu krajach obowiązują przepisy zakazujące szczególnie szkodliwych rodzajów stosowania astroturfingu.

## Kary
- Federalna Komisja Handlu może ukarać grzywną firmę zlecającą kampanię astroturfingową, w wysokości do 16 000 dolarów za każdy dzień jej trwania[2].
- W prawie brytyjskim za podszywanie się pod konsumenta w przestrzeni publicznej przewidziana jest kara więzienia[2].
- Urząd Ochrony Konkurencji i Konsumentów nałożył w 2017 kary na przedsiębiorstwa kupujące pozytywne opinie w sieci[3].

## Przykłady
- W 2008 ekspertka w sprawach chińskich, Rebecca MacKinnon, oszacowała, że w tym kraju do finansowanej przez rząd operacji astroturfingowej zatrudniono 280 tysięcy osób mających publikować propagandę prochińską i niwelować głosy sprzeciwu[12][13].
- Grupa Working Families for Wal-Mart, utworzona przez przedsiębiorstwo Walmart i firmę PR-ową Edelman, pozorowała fakt, że oddolna organizacja udziela poparcia Walmartowi przeciwko związkom zawodowym. Składały się na to głównie fałszywe blogi (flogi), na przykład „Wal-Marting Across America”[14][15].
- ExxonMobil opublikował film manipulujący przekazem filmu Ala Gore’a Niewygodna Prawda[16].
- Firma lobbująca Bonner & Associates podszywała się pod NAACP w celu odrzucenia amerykańskiej ustawy o czystej energii i bezpieczeństwie[17].
- McDonald’s opłacał ludzi, aby uzyskać kolejki po hamburgera Quarter Pounder w Japonii[18].

### Astroturfing a wydarzenia z 22 lipca 2017 w Polsce
W lipcu 2017 pojawiły się oskarżenia o używanie astroturfingu w kontekście masowych protestów przeciwko reformie sądownictwa forsowanej przez Prawo i Sprawiedliwość. Jacek Sasin, poseł PiS, oskarżył o jego stosowanie opozycję. Zdaniem niektórych mediów, m.in. portalu wPolityce.pl, i programów informacyjnych stacji telewizyjnych należących do TVP protesty zostały wywołane przez firmy marketingowe i organizacje pozarządowe. 23 lipca Wiadomości TVP wyemitowały materiał o tymże zjawisku, które, zdaniem dziennikarzy, miało wówczas miejsce. O sprawie astroturfingu pisał też serwis internetowy politykawsieci.pl. Według serwisu politykawsieci.pl dowodem na astroturfing miały być komentarze uruchomione/zainstalowane w jednym momencie z kont użytkowników mieszkających na terenie całej Ameryki Łacińskiej pod profilem tvn24.pl w serwisie społecznościowym Facebook oraz masowy wysyp nowych użytkowników obserwujących konta m.in. polityków PO w serwisie Twitter. Organizatorami protestów w obronie sądów w Polsce była fundacja „Akcja Demokracja”.
Digital Forensic Research Lab zwraca uwagę na użycie astroturfingu w serwisie Twitter do ostrzegania przed astroturfingiem: 22 lipca za pomocą hashtagów #AstroTurfing, #StopAstroTurfing i #StopNGOSoros boty twierdziły, że protesty nie były oddolnym ruchem, ale astroturfingowymi protestami finansowanymi przez węgierskiego miliardera George Sorosa. Wiele z tych tweetów zawierało ten sam tekst (Sprzeciwiam się wykorzystywaniu mechanizmu #AstroTurfing, aby manipulować Polską!) i zawierało ten sam obrazek. Takich tweetów zamieszczono prawie 16 tysięcy z 2408 kont (w ciągu niecałej godziny). Średnio każdy użytkownik, który podał dwa hashtagi, zrobił to 6,6 razy, co nawet czterokrotnie przekracza średnie zaangażowanie użytkowników Twittera przy rzeczywiście oddolnych akcjach. Ujawniono, że 10 najaktywniejszych kont przesyłało jeden tweet co cztery sekundy przez okres dwóch godzin. Z 15 000 analizowanych tweetów aż w 11 000 użyło tej samej frazy. Digital Forensic Research Lab przedstawił kilka przykładów kont, które publikują po kilkaset tweetów po polsku dziennie od kilku lat.
Badacze zwracają uwagę na fakt, iż hashtagi zostały rozpowszechnione przez niewielką ilość użytkowników, przeważnie boty. W badaniu ujawniono, że pod hashtagiem #StopAstroTurfing publikowano nawet trzy tweety na sekundę (przy hashtagu #wolnesądy był to maksymalnie jeden tweet na sześć sekund).
Centrum Analiz Propagandy i Dezinformacji sugeruje, że za astroturfingiem informującym o astroturfingu stała skoordynowana rosyjska operacja informacyjna połączona z działaniami w sferze cyber pod postacią kampanii na Twitterze.